# Куп европских шампиона 1964/65.
Куп европских шампиона 1964/65. је било 10. издање Купа шампиона, најјачег европског клупског фудбалског такмичења. Финале је одиграно 27. маја 1965. на стадиону Сан Сиро у Милану, где је Интер Милано са 1:0 победио Бенфику. Ово је била друга узастопна сезона у којој је Интер освојио трофеј.
Италија је једина имала два представника, поред Интера, освајача Купа шампиона из претходне сезоне, још је играла и Болоња, као првак Италије.

## Квалификације
| Екипа 1            | Рез. | Екипа 2         | 1 утакмица | 2 утакмица |
| ------------------ | ---- | --------------- | ---------- | ---------- |
| Слијема вондерерси | 0:7  | Динамо Букурешт | 0:2        | 0:5        |
| Ренџерс            | 5:51 | Црвена звезда   | 3:1        | 2:4        |
| Рапид Беч          | 5:0  | Шамрок роверси  | 3:0        | 2:0        |
| Гленторан          | 4:5  | Панатинаикос    | 2:2        | 2:3        |
| Партизани Тирана   | 0:2  | Келн            | 0:0        | 0:2        |
| Андерлехт          | 2:22 | Болоња          | 1:0        | 1:2        |
| Рејкјавик          | 1:11 | Ливерпул        | 0:5        | 1:6        |
| Хемие Лајпциг      | 2:6  | Вашаш Ђер       | 0:2        | 2:4        |
| Локомотива Софија  | 8:5  | Малме           | 8:3        | 0:2        |
| ДВС                | 4:1  | Фенербахче      | 3:1        | 1:0        |
| Реипас Лахти       | 2:4  | Лин             | 2:1        | 0:3        |
| Б 1909             | 2:9  | Реал Мадрид     | 2:5        | 0:4        |
| Дукла Праг         | 4:43 | Горњик Забже    | 4:1        | 0:3        |
| Сент Етјен         | 3:4  | Шо де Фон       | 2:2        | 1:2        |
| Арис               | 2:10 | Бенфика         | 1:5        | 1:5        |

Напомена: Интер Милано се као бранилац трофеја директно пласирао у прво коло.
1 Ренџерс је победио Црвену звезду са 3:1 у утакмици разигравања и прошао је у прво коло.
2 Андерлехт се пласирао у прво коло бацањем новчића, након што је утакмица разигравања против Болоње завршена нерешено 0:0.
3 Дукла Праг се пласирала у прво коло бацањем новчића, након што је утакмица разигравања против Горњика завршена нерешено 0:0.

## Прво коло
| Екипа 1      | Рез. | Екипа 2           | 1 утакмица | 2 утакмица |
| ------------ | ---- | ----------------- | ---------- | ---------- |
| Панатинаикос | 2:3  | Келн              | 1:1        | 1:2        |
| Ливерпул     | 4:0  | Андерлехт         | 3:0        | 1:0        |
| Интер Милано | 7:0  | Динамо Букурешт   | 6:0        | 1:0        |
| Ренџерс      | 3:0  | Рапид Беч         | 1:0        | 2:0        |
| ДВС          | 8:1  | Лин               | 5:0        | 3:1        |
| Вашаш Ђер    | 8:7  | Локомотива Софија | 5:3        | 3:4        |
| Шо де Фон    | 1:6  | Бенфика           | 1:1        | 0:5        |
| Реал Мадрид  | 6:2  | Дукла Праг        | 4:0        | 2:2        |

## Четврфинале
| Екипа 1      | Рез. | Екипа 2     | 1 утакмица | 2 утакмица |
| ------------ | ---- | ----------- | ---------- | ---------- |
| Келн         | 0:01 | Ливерпул    | 0:0        | 0:0        |
| Интер Милано | 3:2  | Ренџерс     | 3:1        | 0:1        |
| ДВС          | 1:2  | Вашаш Ђер   | 1:1        | 0:1        |
| Бенфика      | 6:3  | Реал Мадрид | 5:1        | 1:2        |

1 Ливерпул се у полуфинале пласирао бацањем новчића, након што је утакмица разигравања против Келна завршена нерешено 2:2.

## Полуфинале
| Екипа 1   | Рез. | Екипа 2      | 1 утакмица | 2 утакмица |
| --------- | ---- | ------------ | ---------- | ---------- |
| Ливерпул  | 3:4  | Интер Милано | 3:1        | 0:3        |
| Вашаш Ђер | 0:5  | Бенфика      | 0:1        | 0:4        |

## Финале
| Интер Милано | 1 – 0 | Бенфика |
| ------------ | ----- | ------- |
| Жаир 42’     |       |         |

| Победник Лиге шампиона 1964/65. |
| ------------------------------- |
| ФК Интер Милано 2. титула       |